# Eric von Rosens jaktstuga

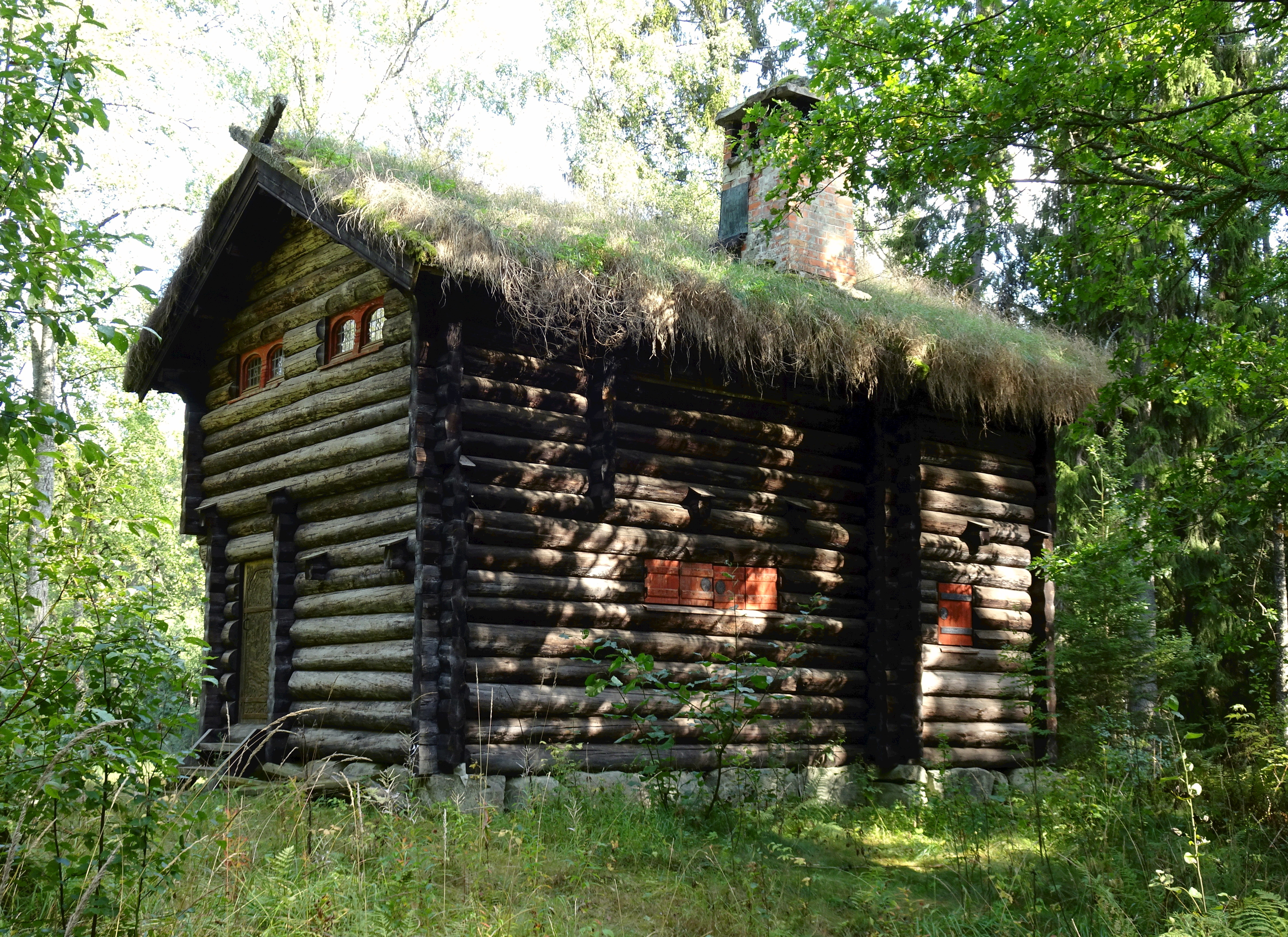
Eric von Rosens jaktstuga, 2017.

Eric von Rosens jaktstuga är en byggnad belägen i  Jaktstuguskogens naturreservat, i Flens kommun, Södermanlands län. Jaktstugan ritades av Ivar Tengbom i fornnordisk stil och byggdes 1909–1910. Sedan 1991 är von Rosens jaktstuga ett lagskyddat byggnadsminne.

## Beskrivning

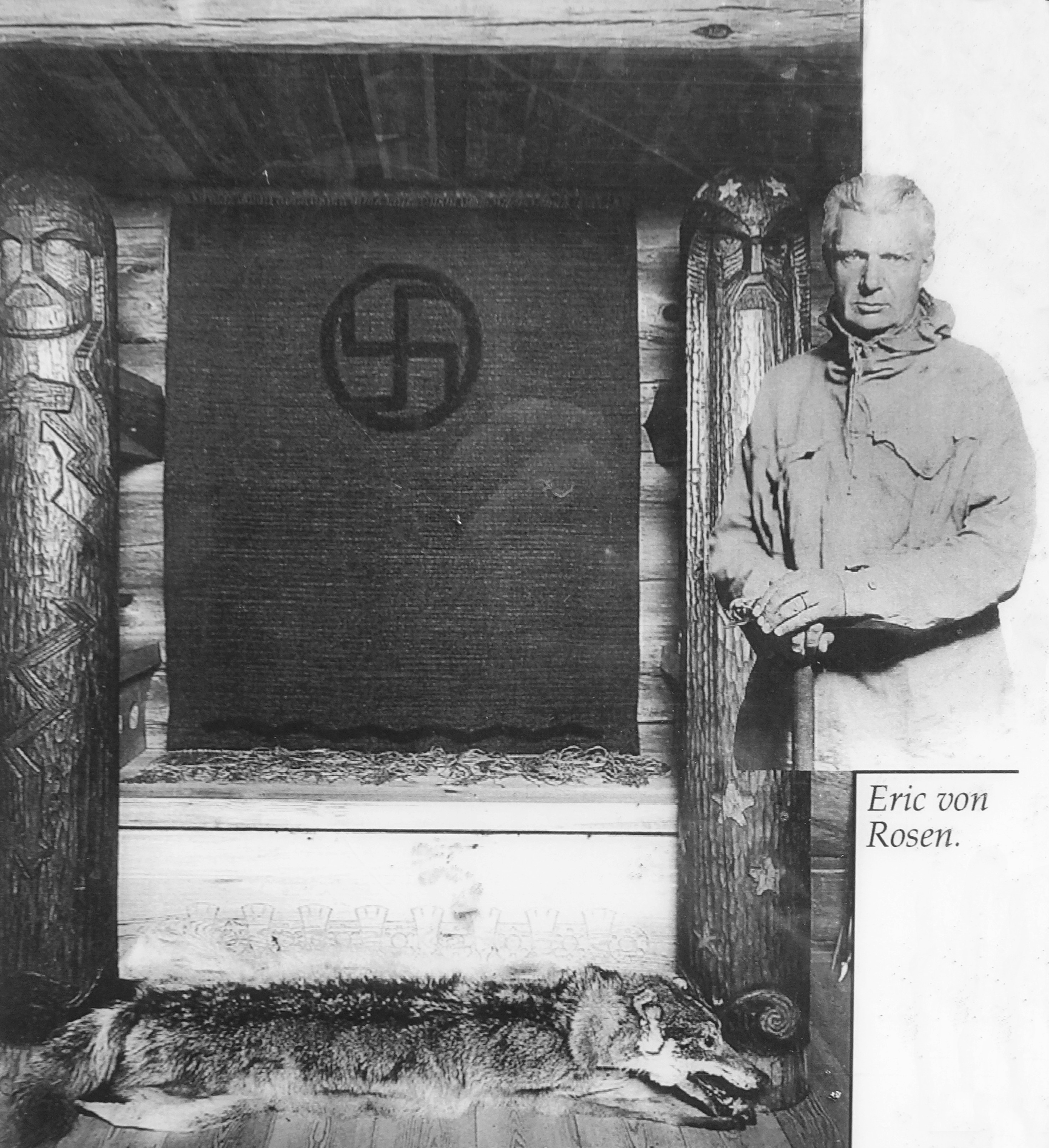
Jaktstugans högsäte och von Rosen.

I en glänta vid Jaktstusjöns västra sida står Eric von Rosens jaktstuga. Den lilla jaktstugan ritades av Ivar Tengbom i fornnordisk stil och byggdes 1909–1910 av timmermän från Dalarna. Området hörde till Rockelsta slott. Jaktstusjön anlades för att höja den trollska stämningen i den urskogsliknande naturen. På stugans järnbeslagna portar kan man läsa: ”Eric von Rosen till Rockelsta lät bygga stuga åt sig och sin husfru efter Christi börd 1910. Ivar Tengbom ritade planen, Gunnar Hallström snidade och målade högsätesstolparna, Dalamän timrade, Gårdssmeden smidde”.
Stugan skulle likna ett vikingahus, eller så som man vid den tiden föreställde sig ett vikingahus. Storstugan och köket ligger på bottenvåningen medan tre små sovrum ryms på övervåningen. Entrésidan har ett svagt utkragande gavelröste. I varje kortsida finns en järnbeslagen entréport. Stugans dörrar och interiörer pryds av jaktscener med exotiska djur, drakslingor och en och annan svastika. På taknocken märks Fenrisulvens huvud.
Svastikan var von Rosens bomärke, det liknade mer ett solkors och användes av honom långt före nazitiden. Inuti stugan finns ett högsäte med Tor och Oden utskurna av konstnären Gunnar Hallström ur varsitt massivt stycke timmer och sedan målade av honom. På väggen bakom hänger en väggbonad med von Rosens bomärke. Till stugan hör även ett utedass, också det formgivet i fornnordisk stil samt en jordkällare. Jaktstugan nyttjades främst av von Rosen och hans gäster som utflyktsmål dit man drog sig tillbaka för att njuta av naturen och leva ett enkelt liv.
Själva stugan är privatägd och inte öppen för allmänheten. Sedan 1991 är von Rosens jaktstuga ett lagskyddat byggnadsminne som lyder under Helgesta gård i Helgesta socken.

## Bilder

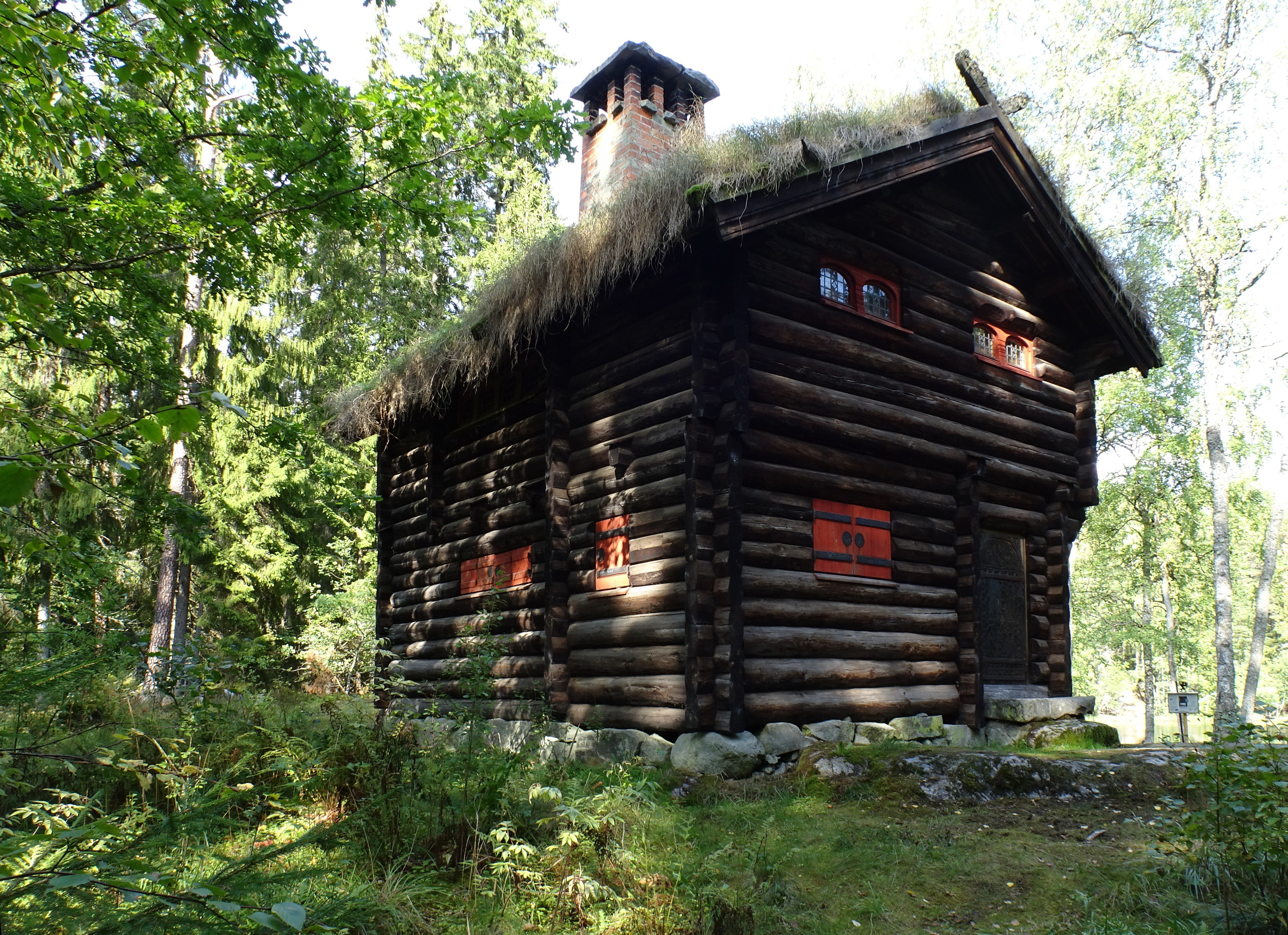
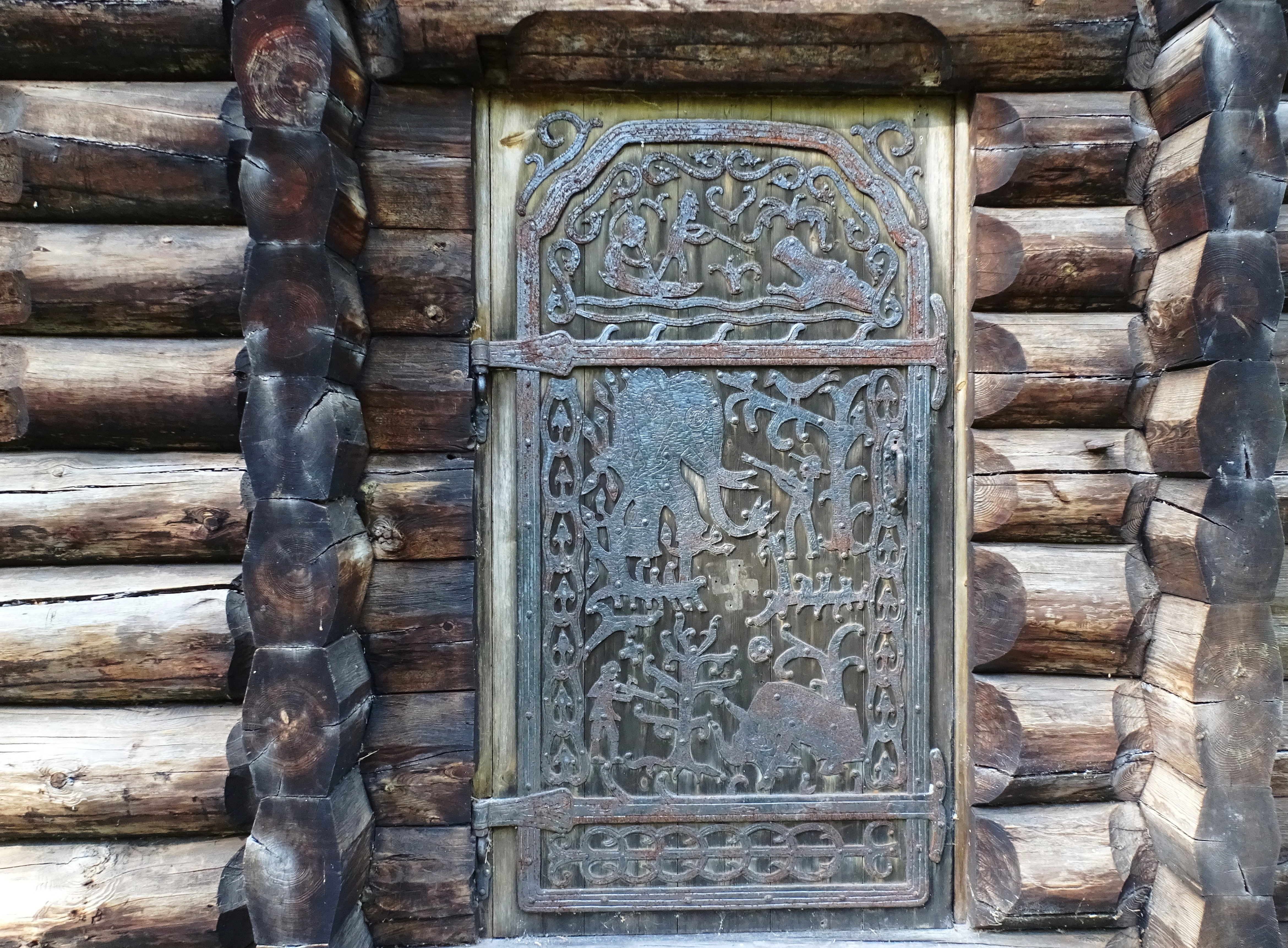
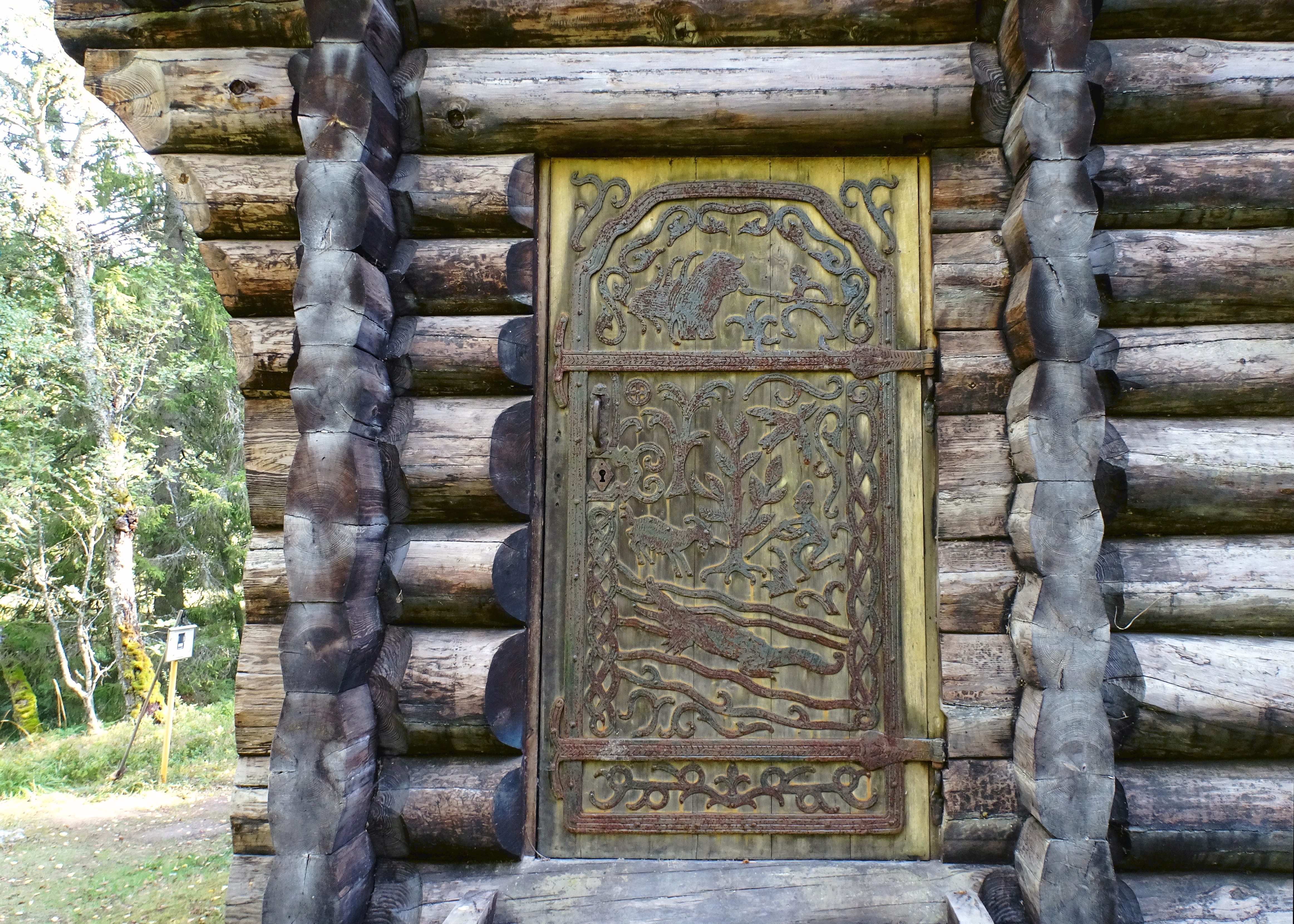
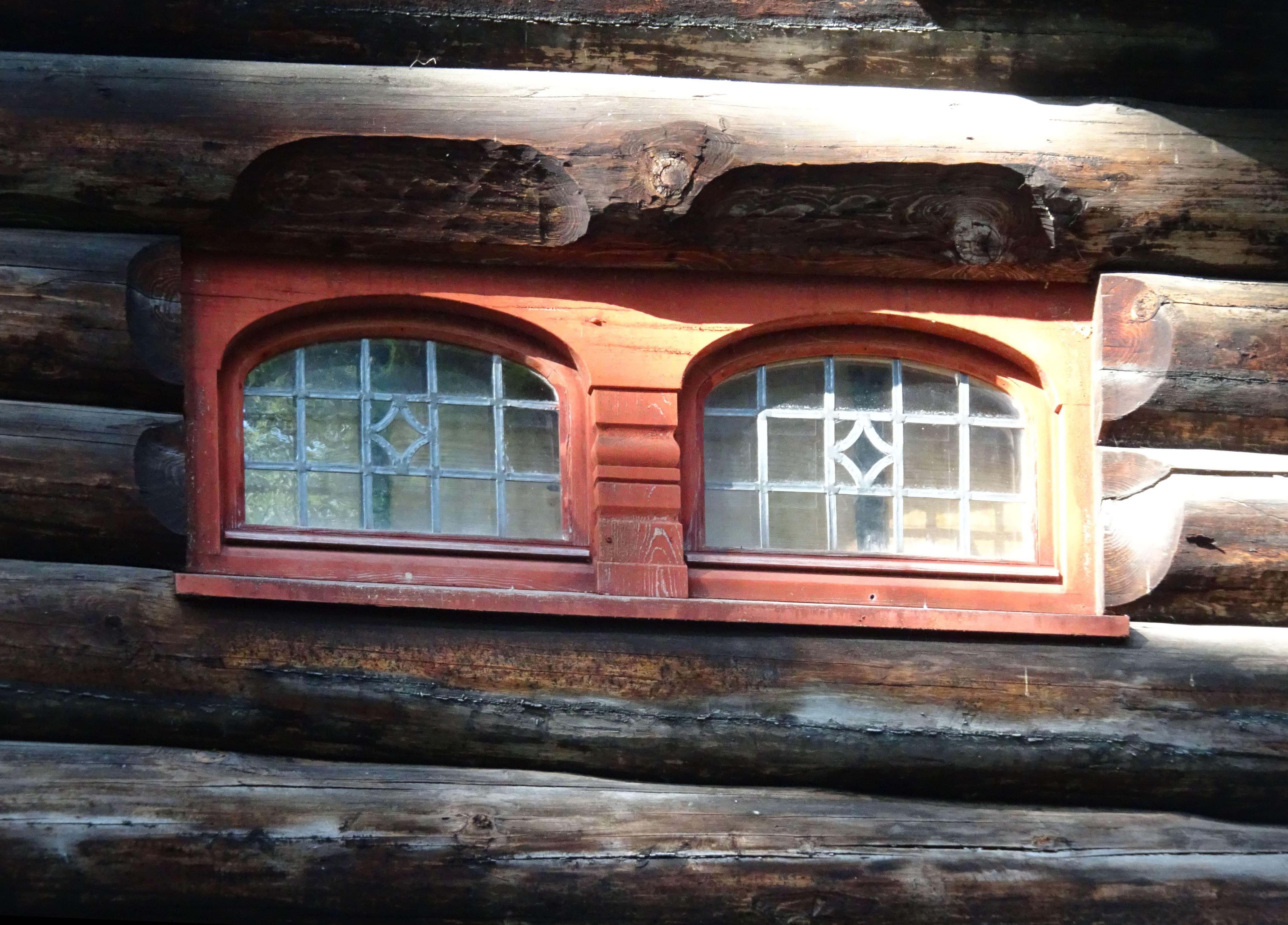